# موزه ویکتور کوسنکو
موزه ویکتور کوسنکو موزه‌ای در کیف، اوکراین، در خیابان Mykhailo Kotsyubynskoho 9 است که یادگار زندگی ویکتور کوسنکو است، که یک موسیقی‌دان، معلم و چهره عمومی برجسته اوکراینی در اوایل قرن بیستم بود. این موزه در سال ۱۹۳۸، سال مرگ او افتتاح شد و در ساختمانی قرار دارد که کوسنکو در چند ماه آخر زندگی خود از ۱۱ مه ۱۹۳۸ تا ۳ اکتبر ۱۹۳۸ در آن زندگی می‌کرد. موزه در دهه ۱۹۳۰ اولیه خود نگهداری می‌شود. سبک و یک مقصد گردشگری محبوب در این شهر است. علاوه بر این، این ساختمان توسط اتحادیه محلی آهنگسازان برای میزبانی کنسرت‌ها، سخنرانی‌ها و جلسات استفاده می‌شود. بیش از پنج هزار نمایشگاه در آپارتمان نگهداری می‌شود.

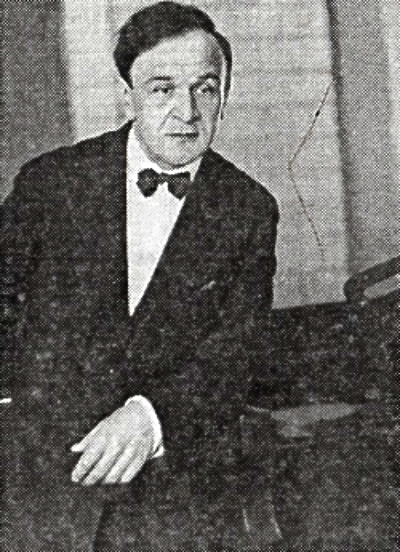
ویکتور کوسنکو

## تاریخچه
این موزه برای اولین بار در سال ۱۹۳۸ افتتاح شد و تا سال ۱۹۶۴ به صورت غیررسمی و افتخاری فعالیت کرد و در آن زمان به عنوان ساختمان یادبود تعیین شد. در سال ۲۰۰۷، این موزه به‌طور رسمی به عنوان یک موزه آپارتمان تعیین شد، وضعیتی که امروزه نیز حفظ شده‌است.